# Cap21
Гражда́нство, де́йствие, уча́стие за XXI век (фр. Citoyenneté Action Participation pour le 21ème siècle, CAP21) — французская небольшая политическая партия экологистов центристского толка. Была основана в 1996 году Корин Лепаж как политический дискуссионный клуб, который в 2000 году был преобразован в партию. Лёпаж участвовала в президентских выборах 2002 года, где получила 1,88 % голосов. В 2007 году партия поддерживала Франсуа Байру на президентских выборах и его Демократическое движение на последующих парламентских выборах, однако ни один из 20 кандидатов партии не был избран.
13 декабря 2014 года в результате слияния с движением «Объединение граждан» образовали новую партию «Le Rassemblement citoyen — Cap21».